# Lucky Duck Games
Lucky Duck Games est un éditeur et distributeur de jeux de société située à Cracovie, en Pologne. Elle a été créée en 2016 par Vincent Vergonjeanne et crée des jeux hybrides, mêlant jeux de société physiques et éléments numériques via des applications et autres technologies innovantes.

## Histoire
C'est en 2016 que Vincent Vergonjeanne crée la maison d'édition avec le lancement sur la plateforme de financement participative Kickstarter du jeu de société Vikings Gone Wild, une adaptation du jeu vidéo du même nom créée par le dirigeant de cette maison d'édition.
Depuis sa création, Lucky Duck Games a connu une croissance rapide, notamment grâce aux succès de campagnes sur Kickstarter de certains jeux tels que Chronicles of crime (2018, près de 800.000 $) et Kingdom Rush : Rift in Time (1 million de dollars).
En avril 2024, Lucky Duck Games a été racheté par Goliath Games,,. Vincent Vergonjeanne restera à la tête de la maison d'édition.

## Catalogue
Lucky Duck Games a édité et localisé divers jeux de société dont :
- 2016 : Vikings Gone Wild, de Vincent Vergonjeanne, illustré par Mateusz Komada
- 2018 : Chronicles of Crime, de David Cicurel, illustré par Matijos Gebreselassie (Récompenses : Lys Grand Public 2019, UK Games Expo Judges Award 2019, etc.)[8]
- 2020 : Kingdom Rush : Rift in Time, de Jessey Wright, Sen-Foong Lim et Helana Hope, illustré par Mateusz Komada et Katarzyna Kosobucka
- 2020 : Dune: Imperium, de Paul Dennen, illustré par Clay Brooks et Nate Storm (Récompenses : As d'or Expert 2022, Tric Trac d'or 2021, etc.)
- 2021 : Cascadia, de Randy Flynn, illustré par Beth Sobel (Récompenses : Spiel des Jahres 2022, Nederlandse Spellenprijs - Jeu familial 2022, etc.)